# Macaroeris
Macaroeris es un género de arañas araneomorfas de la familia Salticidae. Se encuentra en Europa, Mararonesia y Asia Central.   

## Lista de especies
Según The World Spider Catalog 12.5:
- Macaroeris albosignata Schmidt & Krause, 1996
- Macaroeris asiatica Logunov & Rakov, 1998
- Macaroeris cata (Blackwall, 1867)
- Macaroeris desertensis Wunderlich, 1992
- Macaroeris diligens (Blackwall, 1867)
- Macaroeris flavicomis (Simon, 1884)
- Macaroeris litoralis Wunderlich, 1992
- Macaroeris moebi (Bösenberg, 1895)
- Macaroeris nidicolens (Walckenaer, 1802)